# Испанский час
Испанский час (фр. L'Heure espagnole) — одноактная комическая опера Мориса Равеля на либретто Франк-Ноэна. Премьера состоялась 19 мая 1911 года в парижском театре Опера Комик. На том же спектакле была исполнена опера Жюля Массне «Тереза».

## Действующие лица
| Персонажи                    | Голоса  |
| ---------------------------- | ------- |
| Торквемада — часовщик        | Тенор   |
| Консепсьон — жена Торквемады | Сопрано |
| Гонсальве — поэт             | Тенор   |
| Рамиро — погонщик мулов      | Баритон |
| Дон Иньиго Гомес — банкир    | Бас     |

## Состав оркестра
| Деревянные духовые - Флейта-пикколо - 2 флейты - 2 гобоя - Английский рожок - 2 кларнета в строе Ля - Бас-кларнет в строе Си-бемоль - 2 фагота - Саррюзофон Медные духовые - 4 валторны в строе Фа - 2 трубы в строе До - 3 тромбона - Туба | Ударные - Литавры - Малый барабан - Большой барабан - Тарелки - Часовая пружина - Тамбурин - Гонг - Треугольник - Кастаньеты - Трещотка - Хлопушка - Бубенцы - Колокола - Колокольчики - Ксилофон - 3 механических часов | Клавишные - Челеста Струнные - Скрипки - Альты - Виолончели - Контрабасы - 2 арфы |

## Сюжет
Погонщик мулов Рамиро заходит в лавку к пожилому часовщику Торквемаде, чтобы тот отремонтировал ему часы. Но Торквемада должен отлучиться, чтобы проследить за работой городских часов, и оставляет погонщика дожидаться в лавке, наедине со своей молодой женой Консепсьон, которая очень недовольна этим обстоятельством. Она рассчитывала воспользоваться отсутствием мужа иначе. Рамиро тоже смущён, и чтобы впечатлить хозяйку, соглашается выполнить поручение и отнести в её комнату огромные часы, тем самым оставив её в лавке одну. Тем временем, появляется её любовник - поэт Гонсальве, который впрочем больше занят сочинением стихов, чем ухаживанием за своей возлюбленной. Консепсьон не хочет, чтобы их застали, и придумывает, что Гонсальве можно доставить в спальню внутри часов, в которые поэт прячется, когда Рамиро возвращается, выполнив поручение. К своему удивлению он обнаруживает, что хозяйка передумала, и просит поменять те часы на другие. Пока он ходит за первыми, появляется банкир дон Иниго Гомес, который и подкинул часовщику работу с городскими часами, так что тот вынужден регулярно отсутствовать дома. Выясняется, что он сам рассчитывает стать любовником Консепсьон. Но та, отнекивается. Когда Рамиро притаскивает первые часы, и забирает вторые, с поэтом внутри, Консепсьон удаляется с ним, якобы проследить, что он их не уронит, и затем уединяется с Гонсальве. Гомес, ничего не подозревая, гадает, что он сделал не так, и решает, что он выглядит слишком солидно и серьёзно, и нужно показать свою игривость. Он тоже залезает в часы, чтобы подстеречь, когда Консепсьон вернётся. Уставший Рамиро его не замечает, и вслух восхищается хозяйкой, которая так ловко со всем управляется. Однако вскоре она сама появляется, разочарованная неопытностью и непониманием Гонсальве, что от него требуется, и посылает Рамиро снова вернуть часы под предлогом, что они идут неправильно. Улучив момент, когда погонщик уйдёт, банкир выглядывает из часов со словами "ку-ку". Консепсьон продолжает сердиться и на него, но случайно доводы Гомеса попадают в цель, когда он говорит, что зрелый возраст и солидность - знак опыта, что он так не витает в облаках, как молодые и романтичные поэты. Консепсьон колеблется, и по возвращении Рамиро решает отнести в спальню часы с банкиром. Поэт покидать часы не торопится, увлёкшись новой темой для стихов о чувствах гамадриад, поскольку сравнивает с ними своё заключение внутри деревянного корпуса. Впрочем, банкир тоже не оправдал надежд Консепсьон, поскольку даже не смог выбраться из часов, застряв в них. Расстроенная, она переживает, что муж скоро вернётся, а она так и не отдохнула в свой выходной. Рамиро ходит снова за часами, и, поскольку она и в предыдущие разы вполне впечатлилась его мышцами и силой, Консепсьон останавливает свой выбор на нём, и наконец получает то, чего хочет. Двое неудавшихся любовников остаются одни в лавке. Поэт в конце концов вылезает из своего убежища, но тут возвращается часовщик Торквемада. Решив, что это - очередной клиент, он убеждает поэта купить часы, как и банкира, который оправдывается, что застрял, пытаясь осмотреть товар. Чтобы извлечь его, приходится объединить усилия, в том числе с освободившимся погонщиком мулов, сильные мышцы которого оказываются более ценным качеством, нежели романтичность поэта и солидность банкира.

## Избранные записи
- 1965 (?) Галина Сахарова, Юрий Ельников, Алексей Усманов, Борис Добрин, Большой симфонический оркестр Всесоюзного радио / Геннадий Рождественский